# ادرار صفرایی

ادرار جهت آزمایش

ادرار صفرایی، صفرامیزی، کلوری، زرداب‌شاشی یا زردآب‌میزی به وجود صفرا در ادرار گفته می‌شود که در هنگام ترشح بیش‌ازحد صفرا در خون رخ می‏دهد. این نوع اختلال حاصل از تجمع فرم کانژوگه‌ (مستقیم) بیلی روبین در خون بوده و ناشی از اختلالاتی است که دفع صفرا را تحت تاثیر قرار می‌دهند. از جمله اختلال‌های کبدی مانند هپاتیت و کبد چرب و انسداد مجاری صفراوی.